# What Time Do You Call This?
What Time Do You Call This? is een nummer van de Britse band Elbow uit 2015. Het is afkomstig van de soundtrack van de film Man Up.
Het nummer gaat over nachtelijke ellende en verlangen. Ondanks dat "Man Up" positieve recensies kreeg, wist "What Time Do You Call This?" niet door te dringen tot de Britse hitlijsten. Ook in Nederland bereikte de plaat, ondanks airplay op onder andere NPO 3FM, de hitparades niet te bereiken. In Vlaanderen werd de 58e positie in de Tipparade gehaald.

## Tracklijst
- Muziekdownload

1. "What Time Do You Call This?" (radioversie) - 3:58
2. "What Time Do You Call This?" (volledige versie) - 5:59